# Cola boxiana
Cola boxiana es una especie de árbol perteneciente a la familia de las malváceas.   Es  endémica de las tierras bajas de las selvas del este de Sierra Leona, o en las selvas lluviosas tropicales, de Ghana.  Como muchas otras especies de árboles que crecen en esta costa tropical, se encuentra tratado en peligro de extinción por la pérdida de hábitat.

## Descripción
Es un árbol que alcanza los 16 m de altura con un tronco de 1,50 m de diámetro, se encuentra en las tierras bajas de la selva lluviosa en Sierra Leona y Ghana.